# Annamalai University
Annamalai University – indyjska uczelnia publiczna w mieście Ćidambaram (stan Tamilnadu). Została założona w 1929 roku.